# Akysis clavulus
Akysis clavulus är en fiskart som beskrevs av Ng och Jörg Freyhof 2003. Akysis clavulus ingår i släktet Akysis och familjen Akysidae. IUCN kategoriserar arten globalt som otillräckligt studerad. Inga underarter finns listade i Catalogue of Life.